# Judgment Day (2006)
Judgment Day (2006) foi um evento de luta profissional promovido pela World Wrestling Entertainment (WWE) em formato pay-per-view. Aconteceu em 21 de maio de 2006 no US Airways Center em Phoenix, Arizona, sendo patrocinado pelo Vyotech Nutritionals. Este foi o oitavo evento na cronologia do Judgment Day e o quinto pay-per-view de 2006 no calendário da WWE. Contou com a participação dos lutadores do programa SmackDown!.

## Resultados
| Nº                                          | Resultados                                                                                 | Estipulações                                            | Tempo |
| ------------------------------------------- | ------------------------------------------------------------------------------------------ | ------------------------------------------------------- | ----- |
| Dark                                        | Matt Hardy derrotou Simon Dean                                                             | Luta individual                                         | 4:57  |
| 1                                           | Paul London e Brian Kendrick derrotaram MNM (Johnny Nitro e Joey Mercury) (c) (com Melina) | Luta de duplas pelo WWE Tag Team Championship           | 13:42 |
| 2                                           | Chris Benoit derrotou Finlay por submissão                                                 | Luta individual                                         | 21:10 |
| 3                                           | Jillian Hall derrotou Melina                                                               | Luta individual                                         | 4:17  |
| 4                                           | Gregory Helms (c) derrotou Super Crazy                                                     | Luta individual pelo WWE Cruiserweight Championship     | 9:54  |
| 5                                           | Booker T (com Sharmell) derrotou Bobby Lashley                                             | Luta individual pelo título de King of the Ring de 2006 | 9:15  |
| 6                                           | Mark Henry derrotou Kurt Angle por contagem                                                | Luta individual                                         | 9:11  |
| 7                                           | The Great Khali (com Daivari) derrotou The Undertaker                                      | Luta individual                                         | 8:32  |
| 8                                           | Rey Mysterio (c) derrotou John "Bradshaw" Layfield                                         | Luta individual pelo World Heavyweight Championship     | 15:55 |
| (c) – Refere-se aos campeões antes da luta. |                                                                                            |                                                         |       |